# 液貨船

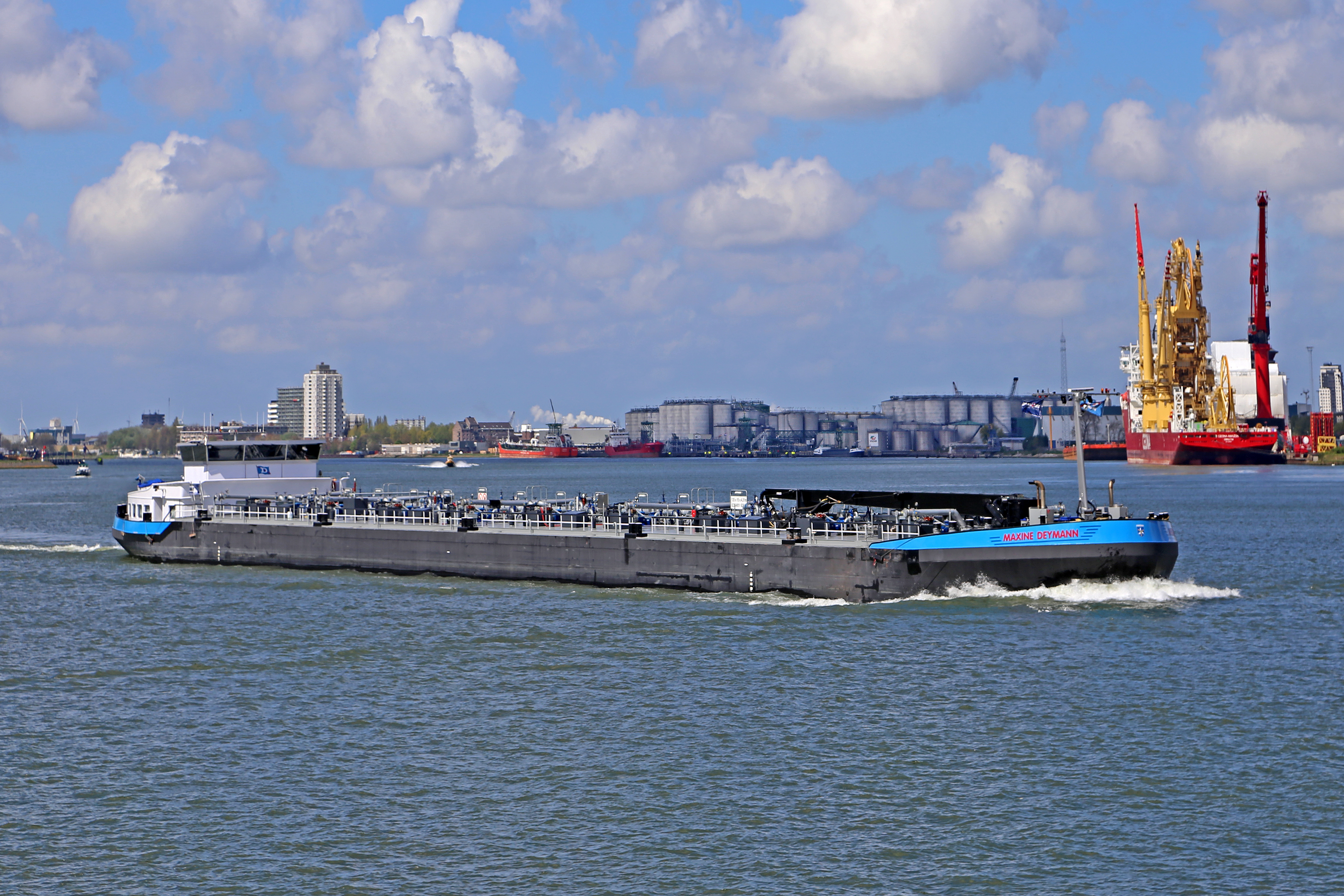
德国油轮 马克辛·戴曼，见于荷兰 鹿特丹

液貨船（英語：Tanker、Tank Ship、Tankship）是一種設計用來運送液體的貨船，以液槽裝載液體。液貨船主要分為運油船、化學品船與液化天然氣運輸船。液貨船也運送淡水、葡萄酒和糖蜜等液體。

## 另見
- 散貨船
- 貨櫃輪